# طلمیته
طلمیته (به عربی: طلمیثة) یک منطقهٔ مسکونی در لیبی است که در استان مرج واقع شده‌است.